# Radio Free Europe/Radio Liberty
Radio Free Europe/Radio Liberty (RFE / RL, traducible al español como Radio Europa Libre/Radio Libertad) fue una organización de radiodifusión financiada por el gobierno de los Estados Unidos que transmitía noticias, información y análisis a países de Europa del Este, Asia Central y Medio Oriente donde aseguraba que «el libre flujo de información está prohibido por el gobierno o no está completamente desarrollado». RFE/RL era una corporación 501c-3 que recibía fondos del gobierno estadounidense y es supervisada por la Junta de Gobernadores de Radiodifusión, una agencia que supervisaba todos los servicios de radiodifusión internacionales del gobierno federal de Estados Unidos.
Durante la Guerra Fría, Radio Free Europe (RFE) se transmitió a los países del bloque socialista en Europa y Radio Liberty (RL) se dirigió a la Unión Soviética. RFE fue fundada como una fuente de propaganda anticomunista en 1949 por el Comité Nacional para una Europa Libre. RL se fundó dos años más tarde y las dos organizaciones se fusionaron en 1976. Los gobiernos comunistas enviaban con frecuencia agentes para infiltrarse en la sede de RFE, y la KGB regularmente bloqueaba sus señales. RFE/RL recibió fondos de la CIA hasta 1971. Durante los primeros años de existencia de RFE, la CIA y el Departamento de Estado emitieron amplias directivas de política, dando lugar al surgimiento de un sistema donde la política de difusión se determinaba entre ellos y el personal de RFE.
RFE/RL tuvo su sede en la ciudad alemana de Múnich de 1949 a 1995. En 1995, la sede se trasladó a Praga en la República Checa. Las operaciones europeas se redujeron significativamente desde el final de la Guerra Fría. Además de la sede, el servicio mantenía 17 oficinas locales en los países a lo largo de su región de transmisión, así como una oficina corporativa en Washington. RFE/RL transmitía en 25 idiomas a 20 países en Europa del este, Medio Oriente, Asia central y el Subcontinente Indio.
El 15 de marzo de 2025, el presidente Donald Trump ordenó su cierre, así como el de todas las demás emisoras del International Broadcasting Bureau, y anunció que sus 1.300 empleados quedaban "en licencia indefinida." Todos sus canales dejaron de transmitir durante la noche del 15 al 16.

## Historia

Área de transmisión de RFE/RL

El National Committee for a Free Europe (Comité Nacional para la Europa Libre) se fundó en junio de 1949 en Nueva York. Radio Free Europe dependía de esta organización. La sede de Radio Free Europe fue instalada en Múnich y se emitió por primera vez el 4 de julio de 1950 en onda corta para Checoslovaquia. La organización recibía sus fondos del Congreso de Estados Unidos a través de la CIA, pero también fondos privados. En 1971, la CIA dejó de financiar Radio Free Europe, que quedó bajo la supervisión del Board for International Broadcasting.
Radio Liberty fue fundada en 1951 por el American Committee for the Liberation of the Peoples of Russia (Comité Estadounidense para la Liberación de los Pueblos de Rusia). También fue financiada por el congreso estadounidense.
El 1 de octubre de 1976, Radio Free Europe se fusionó con Radio Liberty. A consecuencia de la fusión, la entidad adoptó el nombre de Radio Free Europe/Radio Liberty.
Los programas se producían en la sede de Múnich y se transmitían en onda corta y media a través de transmisores en Alemania Occidental, España (transmisor de playa de Pals en Cataluña), Portugal y, hasta principios de los años 70, Taiwán.
En la administración Carter y por recomendación del consejero de seguridad nacional Zbigniew Brzezinski,  RFE/RL aumentó la potencia de los transmisores de radio. Las autoridades soviéticas regularmente trataron de interferir con la señal de Radio Free Europe hasta 1988. De 1985 a 1993, Radio Free Europe también emitió Radio Free Afghanistan. En 1981, un ataque terrorista con bomba (financiado por los servicios de seguridad rumanos) fue llevado a cabo contra la sede de RFE/RL en Múnich, hiriendo a 6 personas y causando daños millonarios.
Tras la disolución de la Unión Soviética se redujo el presupuesto de Radio Free Europe. En 1994, Radio Free Europe/Radio Liberty quedó bajo la supervisión de la Junta de Gobernadores de Radiodifusión, cuyos miembros fueron nombrados por el Presidente de los Estados Unidos. La sede de la estación se trasladó a Praga, República Checa, en 1995, instalándose en el antiguo edificio de la Asamblea Federal de Checoslovaquia, y se eliminaron muchos programas europeos, excepto para las lenguas eslavas del sur. Además, su actividad aumentó en Medio Oriente: Radio Free Iraq y Radio Farda (destinados a Irán) se fundaron en 1998, se lanzó un servicio en Kosovo en 1999 y Radio Free Afghanistan reanudó sus emisiones en 2002.
El régimen de Saddam Hussein intentó organizar un ataque contra la sede de RFE/RL en Praga para detener sus emisiones a Irak entre 1999 y 2000, pero el plan fue descubierto por la policía checa. En 2009, su sede se mudó a un nuevo edificio moderno en Praga. En marzo de 2014, después de la anexión de Crimea y Sebastopol a Rusia, se creó un sitio web de información de Crimea: Realidades con transmisión en idioma tártaro de Crimea, idioma ucraniano e idioma ruso. Proporcionaba noticias «sin censura» y había una plataforma para discusiones y programas en el idioma tártaro de Crimea en los canales de televisión. Radio Crimea.Realidades opera desde 2015.

### Cierre
En febrero de 2025, el Departamento de Eficiencia Gubernamental (DoGE) encabezado por Elon Musk presentó una propuesta para que VoA y Radio Europa Libre se convirtieran en dos agencias de noticias públicas, cuyo cierre se consideraría como una medida de ahorro de costos para el gobierno federal de Estados Unidos.
El viernes, 15 de marzo de 2025, el presidente Donald Trump ordenó su cierre, así como el de todas las demás emisoras del International Broadcasting Bureau (La Voz de América; Middle East Broadcasting Networks; Radio Free Asia; Radio y Televisión Martí; etc.), y anunció que sus 1.300 empleados quedaban "en licencia indefinida con salario." Todos sus canales dejaron de transmitir durante la noche del 15 al 16.